# Закиров, Нурилла Абдуллаевич
Нурилла́ Абдулла́евич Заки́ров (2 мая 1942, Ташкент, Узбекская ССР, СССР — 15 апреля 2003, Атенс, Джорджия, США) — советский и узбекский композитор, музыковед и преподаватель.

## Биография
Нурилла Абдуллаевич Закиров родился 2 мая 1942 года в Ташкенте. С детства увлекался музыкой, играл на чанге и осваивал фортепиано.
В 1961 году окончил специальную музыкальную школу-интернат имени Р. Глиэра (по классу фортепиано у Э. Тошматова). Затем поступил в Ташкентскую государственную консерваторию. В 1961—1962 годах учился в классе фортепиано у профессора Н. М. Яблоновского. С 1962 года перевелся в класс композиции и учился там у профессора Б. И. Зейдмана. Окончил консерваторию в 1967 году.
В 1977—1982 годах — заместитель председателя правления Союза композиторов Узбекистана. Последние годы жизни провел в США.

## Творчество
В 1968 году вокально-симфоническая поэма «Истадим», написанная на «Газель» Алишера Навои, была тепло встречена музыкальной общественностью и заняла достойное место в репертуаре исполнителей.
Большим событием в творчестве композитора в 1972 году стало либретто «Битва на берегу» (1972), написанное Э. Охуновой на основе пьесы М. Бойджиева. Премьера оперы состоялась в 1974 году в Большом Академическом театре оперы и балета имени Навои.
В 1983 году Самаркандская государственная труппа оперы и балета представила оперу «Пробуждение» по роману Н. Закирова Ойбека «Мальчик со слугой» (либретто М. Рахмонова).
В 1990 году на сцене Государственного Узбекского академического театра драмы состоялась премьера спектакля «Томирис» по произведению молодого драматурга Салохитдина Сирожиддинова. Музыку к спектаклю написал Нурилла Закиров. Постановку пьесы осуществил режиссёр-постановщик, заслуженный деятель искусств Узбекистана Рустам Хамидов.
На основе произведения Хамзы «Ферганская автономия» Закиров в 1993 году создал оперу «Автономия». В 1994 году на основе трагедий «Гамлет» и «Макбет» Уильяма Шекспира создал одноименную оперу совместно с композитором и режиссером А. Слонимом. В 1989 году в сотрудничестве с Улан-Баторский театр оперы и балета.
Закиров написал музыку к 50 драматическим спектаклям, сочинил музыку к фильмам «Для других» (1976), «Когда вырастут деревья» (1982), написал 8 романсов. С 2000 года и до своей смерти в 2003 году композитор сочинял музыку для спектаклей по заказу Университета Джорджии в Атланте (США).

## Преподавательская работа
В 1963—1967 годах — преподаватель в Чирчикской городской детской музыкальной школе.
В 1964—1967 годах — преподаватель теории музыки в Ташкентском государственное музыкальное училище имени Хамзы.
В 1967—1971 годах — старший преподаватель секции инструментовки и чтения партитур кафедры игры на национальных инструментах Ташкентской государственной консерватории.
В 1971—1977 годах — заведующий кафедрой теории музыки Ташкентского государственного музыкального училища имени Хамзы.
В 1984—1987 годах — директор Ташкентского государственного музыкального училища имени Хамзы.
В 1990—1993 годах — руководитель нескольких художественно-исполнительских коллективов Узбекской телерадиокомпании.

## Оценки творчества
Обобщая аналитическое наблюдение над фортепианными сонатами Н. А. Закирова, Г. М. Миршохидзода отмечает, что в них происходит интенсивный процесс технико-стилистических новаций, обогащающих современную фортепианную сонату качественно новыми реалиями.
Т. Ю. Давыдова, анализируя написанную Закировым Симфонию № 3 для струнного оркестра (1981), отмечает, что его творческие изыскания «обусловлены классическими симфоническими традициями и связаны главным образом с симфонизмом бетховенского типа», а также отмечает влияние С. С. Прокофьева. Кроме того, она отмечает, что Закиров в своем творчестве активно сочетает классические европейские музыкальные традиции и узбекскую национальную симфоническую школу.
Биографию и творчество Н. А. Закирова изучала кандидат искусствоведения, профессор Тамара Аванесовна Головянц. В 2010 году вышла её монография «Композитор Нурилла Закиров».

## Сочинения

### Оперы
- «Дуэль» (по пьесе М. Байджиева, 1974)
- «Пробуждение» (по мотивам драмы Хамзы «Бай и батрак», 1979)
- «Путь к трону» (1990)

### Балеты
- «Манкурт» (1989)
- «Трагедия Арала» (1995)
- «Чингизхан» (1996)

### Симфонии
- Симфония № 1 (1967)
- Симфония № 2 для оркестра и чтеца (на слова А. Орипова, 1971)
- Симфония № 3 для струнного оркестра (1981)
- Симфония № 4 (1996)

### Концерты
- «Концерт» для камерного оркестра (1977)
- «Концерт» для скрипки и симфонического оркестра (1984)
- «Концерт» для симфонического оркестра (1989)
- Хореографическая увертюра «Празднество в Самарканде» (1969)

### Поэмы
- «Октябрь» (1967)
- «Истадим» (1968)
- «О Ленине» (1970)
- «Мой Узбекистан» (1971)
- «Песня о любви» (1971)
- «Истадим» (1973)
- «Марсия» (1974)
- «Песнь о любви» (1974)
- «Моя Родина» (1975)
- «Мой Узбекистан» (1978)
- «Я велик» (1980)

## Награды
- Премия имени А. В. Александрова[2]